# Timonius grandifolius
Timonius grandifolius är en måreväxtart som beskrevs av Theodoric Valeton. Timonius grandifolius ingår i släktet Timonius och familjen måreväxter. Inga underarter finns listade i Catalogue of Life.